# 70
70. је била проста година.

## Догађаји
- Опсада и уништење Јерусалима Римљани под командом Тита уништили су Други јеврејски храм у Јерусалиму. Тит је освојио Јерусалим након дуге и тврдоглаве опсаде. Град је уништен. Из Јудеје, Тит је отишао у Берит, путовао по свим сиријским градовима, где је приређивао величанствене спектакле. Затим је отишао у Александрију, одакле је отпловио за Италију. Око 1.000 Јевреја, предвођених Елеазаром бен Еиром, склонило се у тврђаву Масада.

- Представници Галије се састају у Дурокортору. Већина учесника гласа за мир са Римом. Петилиус Цереалис, послан у Галију, побеђује Кивилиса, Класикуса и Тутора. Побуњеницима је опроштено.
- Дачког краља Скорила наследио је краљ Дурас, који је наставио упаде у територије Римског царства.
- Цар Веспазијан се враћа у Италију. Почиње да обнавља Рим. Домицијан се жени Домицијом Лепидом.
- Оснивање римског насеља Дурноварија (Јужна Британија). Почетак римског освајања Велса.

## Рођења
- Маринос из Тира, грчки географ и писац (у. 130)

## Смрти
- Херон, грчки математичар и инжењер
- Симон бар Гиора, јеврејски вођа
- Суинин, јапански цар (према легенди)